# Centuria (stolica tytularna)
Centuria (łac. Diocesis Centuriensis) – stolica historycznej diecezji w Cesarstwie rzymskim w prowincji Numidia zlikwidowana w VII w. podczas ekspansji islamskiej. Starożytne miasto, kolonia fenicka. Współcześnie w północnej Algierii. Obecnie katolickie biskupstwo tytularne.

## Biskupi tytularni
| Lp. | Biskup               | Funkcja                                          | Od                 | Do               |
| --- | -------------------- | ------------------------------------------------ | ------------------ | ---------------- |
| 1   | Giuseppe Perrachon   | wikariusz apostolski Nyeri (Kenia)               | 18 grudnia 1925    | 14 kwietnia 1944 |
| 2   | Stanisław Czajka     | biskup pomocniczy częstochowski                  | 5 sierpnia 1944    | 4 lipca 1965     |
| 3   | William Joseph Moran | biskup pomocniczy Ordynariatu Polowego USA       | 15 września 1965   | 23 sierpnia 1996 |
| 4   | Piotr Libera         | biskup pomocniczy katowicki                      | 223 listopada 1996 | 2 maja 2007      |
| 5   | Ferenc Cserháti      | biskup pomocniczy Ostrzyhomia-Budapesztu (Węgry) | 15 czerwca 2007    | 22 lipca 2023    |
| 6   | Jeffrey Monforton    | biskup pomocniczy Detroit (USA)                  | 28 września 2023   |                  |